# Gheen (Minnesota)
Gheen es un territorio no organizado ubicado en el condado de St. Louis en el estado estadounidense de Minnesota. En el Censo de 2010 tenía una población de 18 habitantes y una densidad poblacional de 0,39 personas por km².

## Geografía
Gheen se encuentra ubicado en las coordenadas 47°57′24″N 92°44′40″O / 47.95667, -92.74444. Según la Oficina del Censo de los Estados Unidos, Gheen tiene una superficie total de 46.66 km², de la cual 45.94 km² corresponden a tierra firme y (1.55%) 0.73 km² es agua.

## Demografía
Según el censo de 2010, había 18 personas residiendo en Gheen. La densidad de población era de 0,39 hab./km². De los 18 habitantes, Gheen estaba compuesto por el 94.44% blancos, el 0% eran afroamericanos, el 0% eran amerindios, el 0% eran asiáticos, el 0% eran isleños del Pacífico, el 0% eran de otras razas y el 5.56% pertenecían a dos o más razas. Del total de la población el 0% eran hispanos o latinos de cualquier raza.